# Tomarza
Tomarza là một huyện thuộc tỉnh Kayseri, Thổ Nhĩ Kỳ. Huyện có diện tích 1485 km² và dân số thời điểm năm 2007 là 28697 người, mật độ 19 người/km².